# Землетрясение в западном Иране (2010)
Землетрясение магнитудой 5,0 произошло 16 января 2010 года в 20:23:37 (UTC) в 28,9 км к северу от города Сузы остана Хузестан в западном Иране. Гипоцентр землетрясения располагался на глубине 5,0 километров.
В результате землетрясения было разрушено около 150 жилых домов. Обошлось без жертв. Около 2000 человек остались без крова. Общий экономический ущерб от землетрясения составил около 8,6 миллионов долларов США.

## Афтершоки
Повторное землетрясение магнитудой 4,4 произошло через 63 минуты, 16 января 2010 года в 21:26:20 (UTC) в 29,3 км к северу от города Сузы. Гипоцентр землетрясения располагался на глубине 18,0 километров.

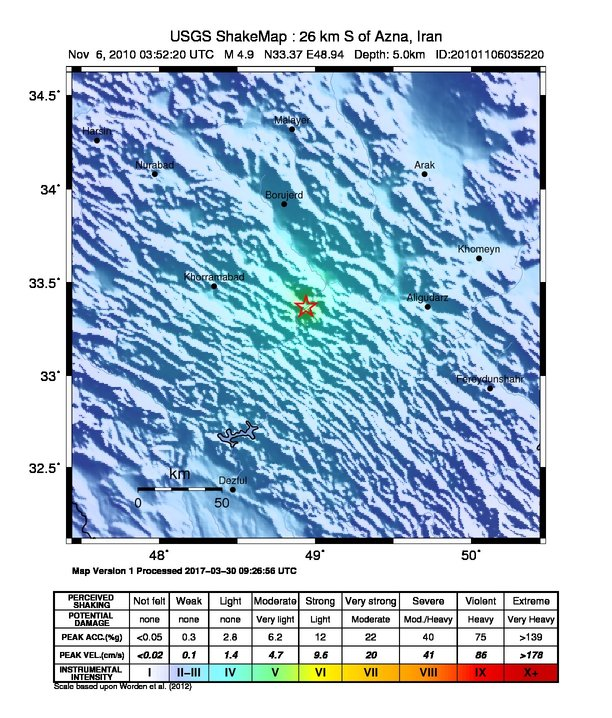
Карта сейсмической активности 6 ноября 2010 года

6 ноября 2010 года в 03:52:20 (UTC) в этом же регионе, на глубине 5,0 км произошло землетрясение магнитудой 4,9. Его эпицентр находился в 26,6 км к югу от города Эзна. В результате землетрясения 119 человек получили ранения, несколько жилых зданий получили повреждения, в районе Доруд — Резен возникли перебои с подачей электроэнергии. Экономический ущерб составил по разным оценкам от 18,8 до 45,1 млн долларов США.

## Тектонические условия региона
Не менее четырех основных тектонических плит (Аравия, Евразия, Индия и Африка) и один меньший тектонический блок (Анатолия) ответственны за сейсмичность и тектонику на Ближнем Востоке и в окружающем регионе. Геологическое развитие региона является следствием ряда тектонических процессов первого порядка, которые включают субдукцию, крупномасштабную трансформацию, сжатие массивов горных пород и расширение земной коры.
На востоке в тектонике преобладает столкновение Индийской плиты с Евразией, приводящее к подъему Гималаев, Каракорума, Памира и Гиндукуша. Под Памиро-Гиндукушскими горами на севере Афганистана землетрясения происходят на глубине до 200 км в результате остаточной литосферной субдукции. Вдоль западного края Индийской плиты происходит движение между Индийской и Евразийской плитами, в результате которого возникает пояс Сулеймановых гор, и главный разлом Чаман в Афганистане.
У южного побережья Пакистана и Ирана впадина Макран является поверхностным выражением активной субдукции Аравийской плиты под Евразийскую. К северо-западу от этой зоны субдукции столкновение между двумя плитами образует складчатые пояса гор Загрос длиной около 1500 км, которые пересекают весь западный Иран и распространяются в северо-восточном Ираке.
В тектонике в восточном средиземноморском регионе преобладают сложные взаимодействия между плитами Африки, Аравии и Евразии и блоком Анатолии. Доминирующими структурами в этом регионе являются: Рифт Красного моря, центр расширения океанского дна между африканскими и аравийскими плитами; Разлом Мёртвого моря, крупный разлом, также участвующий в относительном движении Африки и Саудовской Аравии; Разлом Северной Анатолии, правосторонний сдвиговый разлом в северной Турции, обеспечивающий большую часть поступательного движения анатолийского блока на запад относительно Евразии и Африки; Кипрская дуга — сходящаяся граница между Африканской платформой на юге и Анатолийским блоком на севере.